# 疣胞藓
疣胞藓（学名：Clastobryum glabrescens）为锦藓科疣胞藓属下的一个种。